# Plaire, aimer et courir vite
Plaire, aimer et courir vite (tiếng Anh: Sorry Angel) là một bộ phim truyền hình Pháp năm 2018 của đạo diễn Christophe Honoré. Nó đã được chọn để tranh giải Cành cọ vàng tại Liên hoan phim Cannes 2018.

## Nội dung
1993. Jacques (Pierre Deladonchamp) là một tác giả đồng tính 39 tuổi sống và làm việc tại Paris. Anh ta là một người bán thời gian, mặc dù không quan tâm, là cha của đứa con trai nhỏ Loulou, người luôn ở bên anh ta mỗi đêm. Loulou đã quen với những cơn u sầu tự mãn của cha mình cũng như sự đánh giá cao của anh đối với nghệ thuật và chuỗi những người tình trẻ của anh. Đồng thời, Jacques đang trong quá trình đạt được sự suy giảm ổn định về sức khỏe do AIDS, điều này đồng thời và ảnh hưởng nghiêm trọng đến người yêu cũ Marco. Khi Marco bị người yêu Thierry từ chối và đến ở cùng Jacques, hai người lại thảo luận về ý định tự tử trước khi họ có thể bị căn bệnh này tuyên bố. Jacques sống trên sàn nhà bên dưới người bạn tốt Mathieu (Denis Podalydès), một người đàn ông đồng tính lớn tuổi và biên tập viên báo chí thường xuyên phục vụ cho các tập phim lòe loẹt của Jacques.
Trong lúc đó, Jacques gặp Arthur (Vincent Lacoste), 22 tuổi, một sinh viên và cố vấn trại, trong một sự kiện làm việc trong Brittany. Arthur đang ở trong một lối sống tương đối mới, và anh thấy mình bất mãn vì sự từ chối văn chương và sự xấu hổ về tình dục của thế hệ anh; vì những lý do này, anh ta bị Jacques và chủ nghĩa trí tuệ của anh ta lôi kéo. Jacques hiểu sự dè dặt của chính mình để cam kết một mối quan hệ đúng đắn vì mối quan hệ hiện tại với Jean-Marie trẻ tuổi, và vì căn bệnh AIDS của anh ta, nhưng thấy mình vô cùng thích Arthur. Bất chấp ý định của Jacques là giữ mọi thứ ổn định, cả hai đã ngủ với nhau vài lần trước khi Jacques trở về nhà ở Paris.
Khi AIDS của Jacques trở nên tồi tệ hơn - một vấn đề không phải đối với Arthur, người hết lòng chấp nhận anh - Arthur đến thăm, trong thời gian đó Jacques thừa nhận rằng anh đã cố gắng từ chối Arthur vì anh không chịu chết vì đau buồn vì tình yêu mới cũng phải kết thúc. Sớm. Arthur đánh giá cao những triết lý trữ tình của Jacques nhưng không thể chấp nhận anh ta phải để Jacques ra đi - hoặc Jacques có thể thực sự muốn anh ta làm điều đó. Hai người dành một buổi tối với Mathieu kết thúc bằng lời tuyên bố của Arthur rằng hai người "có thể có một cuộc sống tốt đẹp cùng nhau", cuối cùng trở về Brittany để thông báo cho bạn bè rằng anh ta sẽ chuyển đến Paris để ở cùng Jacques.
Arthur chờ đợi Jacques trả lại các cuộc gọi của mình để hoàn tất kế hoạch của họ, hoàn toàn không biết rằng mình đang ở giữa tổ chức tự tử. Jacques mang nhật ký cuộc đời mình đến Mathieu và nói lời tạm biệt, không bao giờ trả lại cuộc gọi cuối cùng của Arthur.

## Diễn viên
- Pierre Deladonchamps vai Jacques
- Vincent Lacoste vai Arthur
- Denis Podalydès vai Matthieu
- Quentin Thébault vai Jean-Marie
- Sophie Letourneur vai Isabelle

## Giải thưởng
Bộ phim đã được trao Louis Delluc Prize cho Phim hay nhất năm 2018.